# Strackholt
Strackholt is een plaats in de Duitse deelstaat Nedersaksen. Bestuurlijk maakt de plaats deel uit van de gemeente Großefehn, gelegen in de Landkreis Aurich in Oost-Friesland.
Strackholt telt ongeveer 1.400 inwoners. Het ligt ten zuidoosten van de hoofdplaats Ostgroßefehn en ten oosten van Bagband. De melkveehouderij is er het voornaamste middel van bestaan.
Het evenals het naburige Bagband zeer oude, op een zandrug gebouwde dorp, één der zgn. Hooge Loogen ( hooggelegen dorpen), bezit een 13e-eeuwse, zeer bezienswaardige, aan Sint Barbara gewijde kerk, die sedert de Reformatie in de 16e eeuw evangelisch-luthers is. De kerk geldt als één der interessantste van Oost-Friesland. Voor een uitvoerige architectuur- en kunsthistorische beschrijving wordt verwezen naar de Duitstalige Wikipedia: Barbara-Kirche (Strackholt).

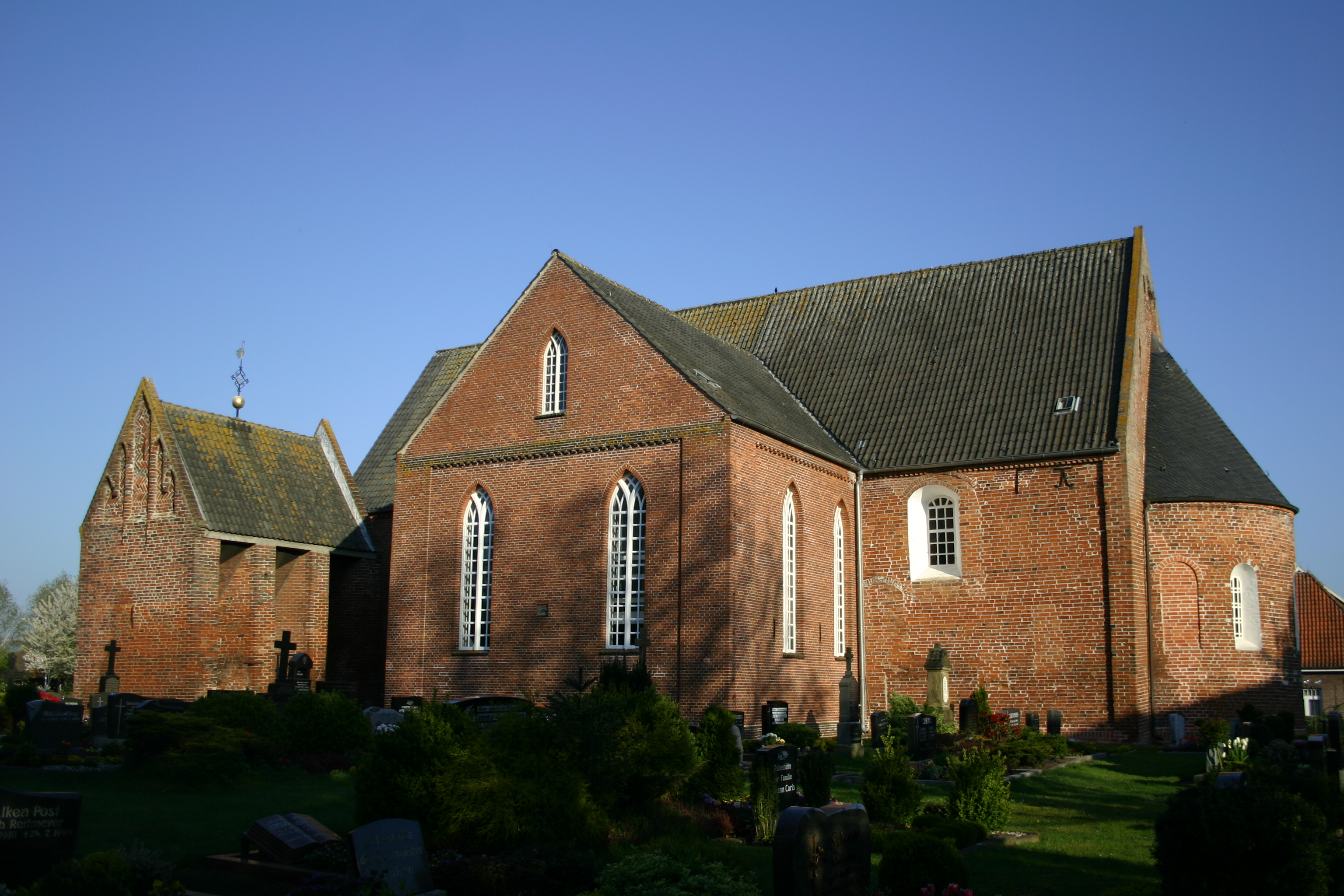
St. Barbarakerk, Strackholt
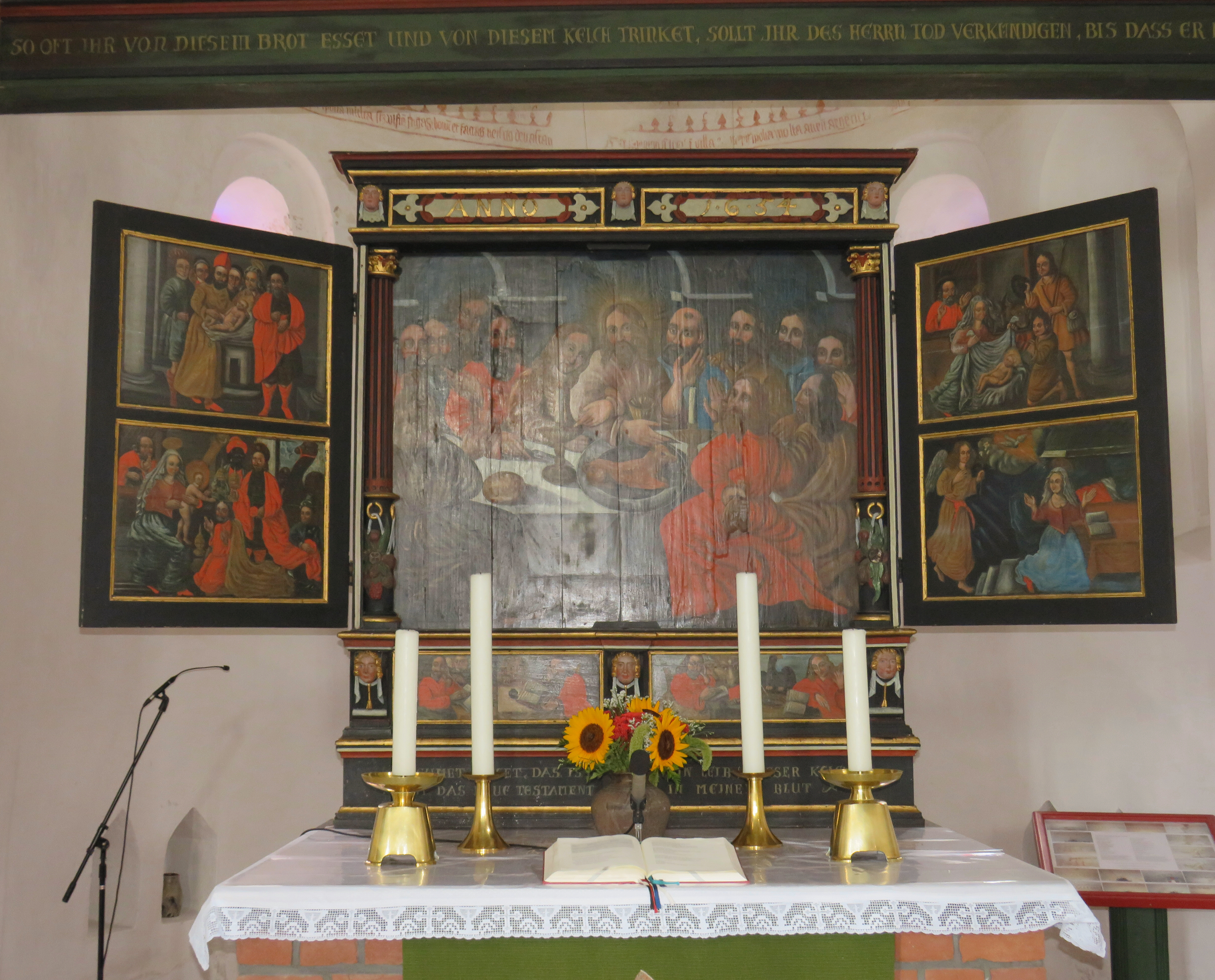
Vleugelaltaar (1654) in deze kerk
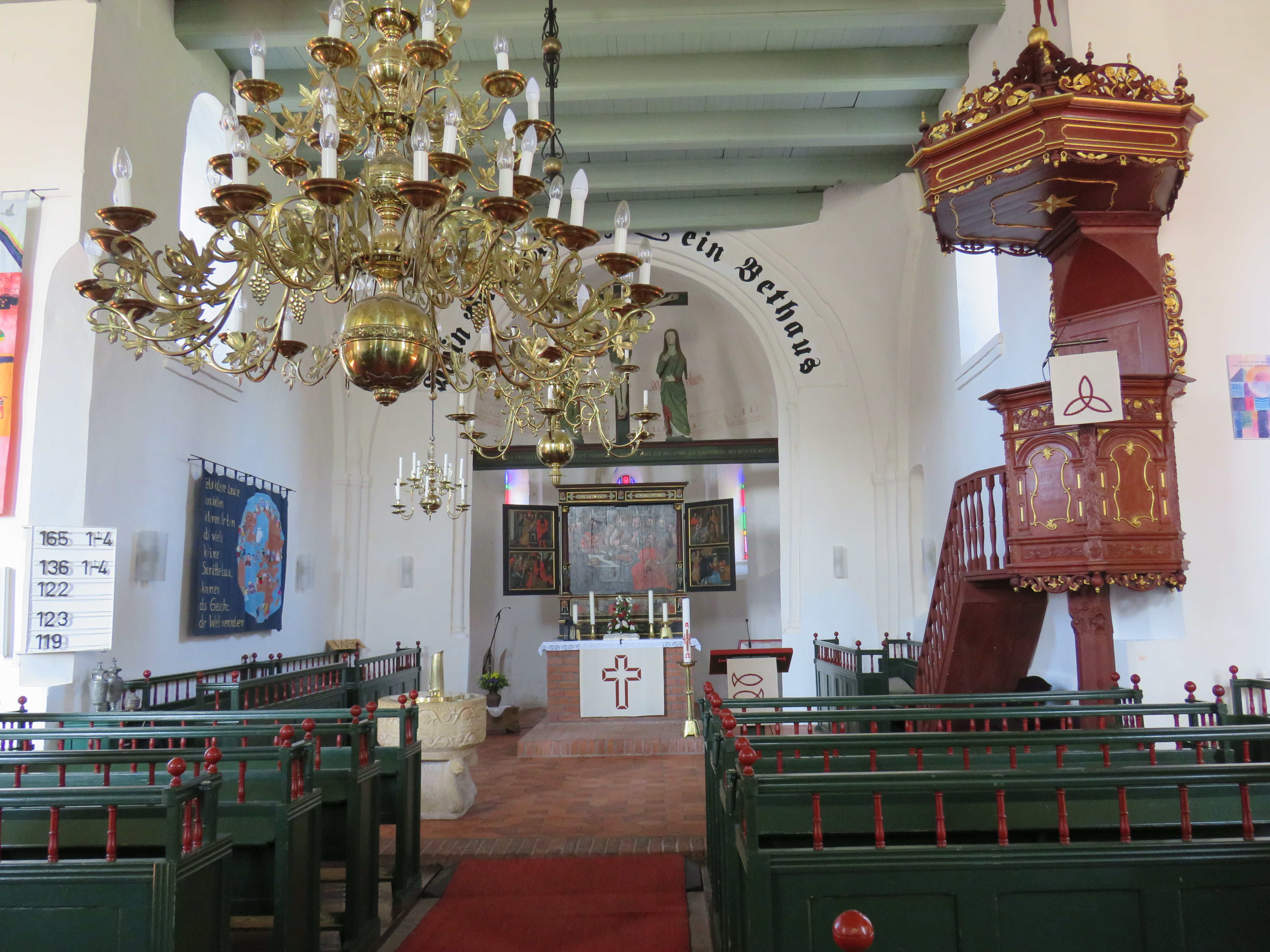
Interieur van deze kerk
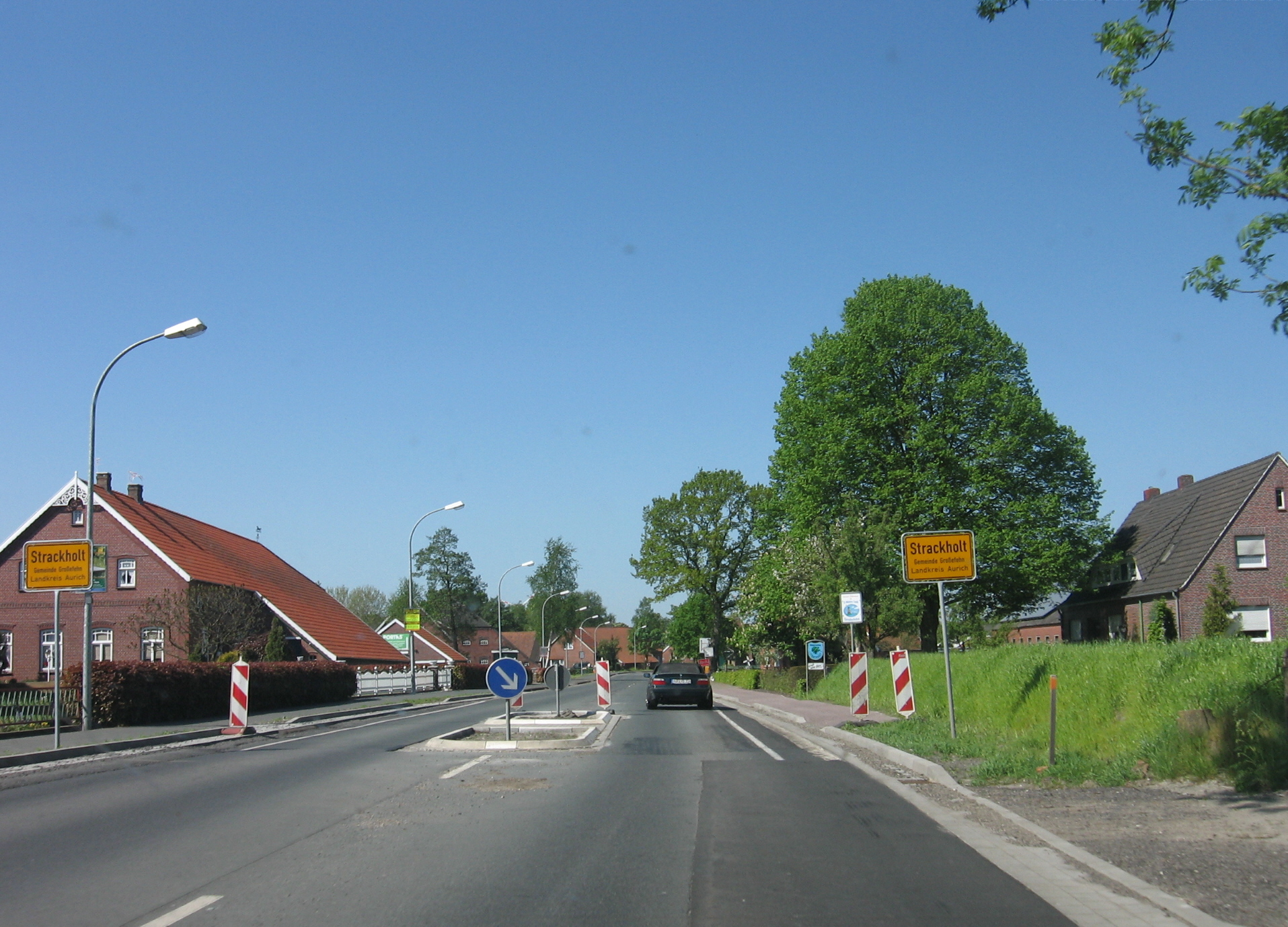
Ingang dorp